# Restigouche
Der Restigouche River (englisch; in New Brunswick oder Rivière Ristigouche französisch; in Québec), im Deutschen auch als Restigouche bezeichnet, ist ein Fluss, der in den kanadischen Provinzen New Brunswick und Québec verläuft.

## Flusslauf
Der Fluss fließt von seinem Ursprung in den Appalachen stark mäandrierend 125 km in nordöstlicher Richtung zum Anfang seiner Mündung bei Tide Head (New Brunswick). Die nun folgende gezeitenbedingte Trichtermündung besitzt viele große Inseln im Delta. Sie endet nach einem Süßwasser führenden Küstensee bei Campbellton nach 25 km Länge bei Dalhousie in der Baie des Chaleurs. Der Fluss ist an seiner langen Mündung ein unter Naturschutz stehendes wichtiges Vogelschutzgebiet, während der Zugzeit.

## Der Name
Restigouche leitet sich aus der Sprache der Ureinwohner des Gebietes um die Baie des Chaleurs den Mi’kmaq ab. In ihrer Algonkinsprache nannten sie den Strom Listigotj or, was übersetzt heißt: „Zerteilt das Land, wie die fünf Finger die Hand“. Gemeint sind seine fünf Zuflüsse: der Kedgwick River, Rivière Matapédia, Rivière Patapédia, der Upsalquitch River und zum Schluss der Little Main Restigouche River.

### Listuguj
Das Hauptreservat des Mi’kmaq Teilstammes der Gespegeoag, auch Restigouche-Gruppe genannt, befindet sich in dem Campbellton gegenüberliegenden Listuguj in Québec. Dieser Teilstamm im Restigouche-Tal bezeichnet sich selbst auch als Listuguj und verwendet als charakteristisches Symbol den Lachs.

## Geschichte
Seit Jahrhunderten Heimat der Mi’kmaq-Nation, bietet das Flusssystem eine ausgedehnte Hügellandschaft mit vielen touristischen Highlights in naturbelassenen Zustand. Die heute noch schier unerschöpflichen Holzvorkommen, vor allem an Harthölzern, boten auch den Bibern ein Zuhause. Die Biberfelle aus der Region waren ein Handelsgut der Mi’kmaq und lösten im Frankreich des ausgehenden 16. Jahrhunderts einen wahren Biberfellhut-Boom aus. Der französische Entdecker Jacques Cartier war es auch, der an der Mündung des Flusses im Jahr 1534 ankerte und der Bucht den Namen Baie des Chaleurs gab. Es empfing sie eine Kanuflottille der Mi’kmaq, bestehend aus 50 Booten, deren Insassen freudig mit Biberfellen gewinkt haben sollen. Das Land nahm Cartier für die französische Krone in Besitz, sodass es Teil der Kolonie Neufrankreich wurde.
Die Verhältnisse änderten sich erst mit dem Schlüsselgefecht des Siebenjährigen Krieges vom 3. bis zum 8. Juli 1760. Diese Seeschlacht an der Mündung des Restigouche läutete, bis auf Louisiana, das Ende der französischen Kolonien auf dem nordamerikanischen Kontinent ein. Viele Franzosen verließen nun in den folgenden Jahren das Land und siedelten in die neugegründeten Vereinigten Staaten. Dieses Bevölkerungsvakuum wurde durch schottische Siedler ausgeglichen, die ihr Land aufgrund der Räumung des Hochlandes im späten 18. Jahrhundert verlassen hatten.
Im 20. Jahrhundert begann auch die Industrialisierung des Flusstales mit dem Bau eines Highways und der Ansiedlung einer Holz- und Papierindustrie in Campbellton und Dalhousie.

## Der Lachsfluss
Der Fluss ist weltweit bekannt für seine hohen Lachsbestände, während des Laichzuges des Atlantischen Lachses. Das Fliegenfischen und die hervorragenden Konditionen mit dem Angeln per Kanu haben in den letzten hundert Jahren einen regelrechten Boom an Prominenz ins Flusstal gebracht. Einige Ostküsten-Industriemagnaten, wie etwa Kenneth Colin Irving oder der Architekt Stanford White, bauten sich gleich ihre eigenen Fishing-Lodges. Die Liste der fischenden VIPs ist beinah unendlich von Wallis Simpson und Bing Crosby bis in die heutige Zeit mit Norman Schwarzkopf und Brian Mulroney.
„Das Land der fünf Finger“ wurde auf einer Strecke von 55 km dem Canadian Heritage Rivers System unterstellt. Hier hat sich auch eine regelrechte Angelausrüster-Industrie angesiedelt, die der Region zu einem spätsommerlichen Touristen-Ansturm verhelfen.